# کپس لاک

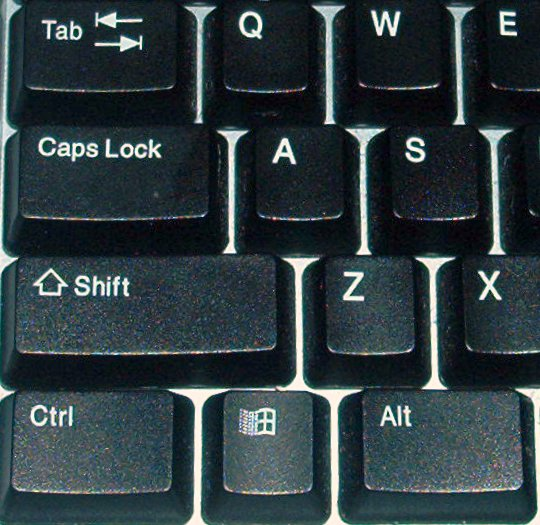
کلید قفل تبدیل در یک صفحه‌کلید کیواِرتی (بالاتر از کلید تبدیل و پایین‌تر کلید جهش)

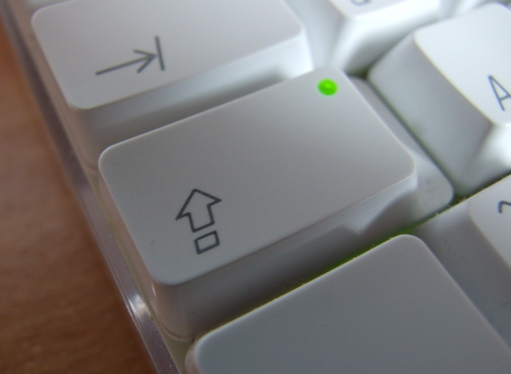
کلید قفل تبدیل در یک صفحه‌کلید بی‌سیم اپل.چراغ ال‌ئی‌دی روشنِ سبز رنگ بر روی کلید قفل تبدیل نشان‌دهنده آن است که کلید قفل تبدیل فعال می‌باشد

کپس لاک  یا کلید قفل تبدیل یک کلید در بسیاری از صفحه‌کلیدها است و با کلمهٔ ⇪ Caps Lock یا  Capitals Lock یا فلِش توخالی پایه‌دار رو به بالا با بریدگی مشخص می‌شود. با فشردن این کلید حروف لاتین به صورت بزرگ یا کپیتال وارد می‌شوند. در صفحه کلید استاندارد فارسی با پایین نگه‌داشتن این کلید و فشردن کلید فاصله نویسهٔ نیم مجازی وارد می‌شود.